# MEDLINE
MEDLINE (Medical Literature Analysis and Retrieval System Online) ist eine öffentlich zugängliche bibliografische Datenbank des US-amerikanischen National Center for Biotechnology Information (NCBI).
In ihr werden Nachweise der internationalen Fachliteratur aus allen Bereichen der Medizin, einschließlich Zahn- und Veterinärmedizin, Psychologie und des öffentlichen Gesundheitswesens aufgeführt. Grundlage dafür sind rund 21 Millionen Artikel aus etwa 4500 Zeitschriften.
Aktuell werden neben den bibliographischen Angaben zu einem Großteil der Artikel auch Zusammenfassungen (Abstracts) in englischer Sprache angeboten. Mittels PubMed können über das Internet Recherchen in Medline angestellt werden. Auch LIVIVO, das online-basierte Suchportal der ZB MED, ermöglicht eine Medline-Recherche. 
Über eine API kann auf die Daten auch über manche Programme zur Literaturverwaltung direkt zugegriffen werden, um sie für die eigene wissenschaftliche Arbeit zu sammeln und weiterzuverarbeiten.